# Hrabstwo Effingham (Georgia)

Piramida wieku hrabstwa

Hrabstwo Effingham (ang. Effingham County) – hrabstwo w stanie Georgia w Stanach Zjednoczonych. Jego siedzibą administracyjną jest Springfield, a największym miastem Rincon.

## Geografia
Według spisu z 2000 r. obszar całkowity hrabstwa obejmuje powierzchnię 482,82 mil2 (1250,5 km²), z czego 479,41 mil2 (1241,67 km²) stanowią lądy, a 3,40 mil2 (8,81 km²) stanowią wody.

### Miejscowości
- Guyton
- Rincon
- Springfield

### Sąsiednie hrabstwa
- Hrabstwo Hampton, Karolina Południowa (północ)
- Hrabstwo Jasper, Karolina Południowa (północny wschód)
- Hrabstwo Chatham, Georgia (południowy wschód)
- Hrabstwo Bryan, Georgia (południe)
- Hrabstwo Bulloch, Georgia (zachód)
- Hrabstwo Screven, Georgia (północny zachód)

## Demografia
Według spisu z 2020 roku liczy 64,8 tys. mieszkańców, co oznacza wzrost o 24% w porównaniu z poprzednim spisem z roku 2010. Według danych pięcioletnich z 2021 roku 80% to biali (74,6% nie licząc Latynosów), 15,7% czarnoskórzy lub Afroamerykanie, 2,4% miało rasę mieszaną, 1,2% Azjaci, 0,5% to rdzenna ludność Ameryki i 0,2% pochodziło z wysp Pacyfiku. Latynosi stanowili 6,5% populacji hrabstwa.
Poza osobami pochodzenia afroamerykańskiego, do największych grup należały osoby pochodzenia „amerykańskiego” (19,1%), niemieckiego (10%), angielskiego (9,1%), irlandzkiego (8,9%), włoskiego (3,4%), meksykańskiego (3,1%) i szkockiego lub szkocko–irlandzkiego (3%).

## Religia
W 2020 roku największe grupy pod względem członkostwa to baptyści (9,8 tys.), metodyści (3,1 tys.), Kościół Boży (1,8 tys.), luteranie (1,6 tys.), inni ewangelikalni (ponad 3,5 tys.) i katolicy (0,9 tys.).

## Polityka
Hrabstwo jest silnie republikańskie, gdzie w wyborach prezydenckich w 2020 roku, 74% głosów otrzymał Donald Trump i 24,4% przypadło dla Joe Bidena.